# خلیج یالتا
خلیج یالتا (روسی: Ялтинский залив) یک خلیج در کرانه دریای سیاه و شبه‌جزیره کریمه است.